# المهدي برحمة
المهدي برحمة  (1992 المغرب) هو لاعب كرة قدم مغربي يلعب حالياً في نادي القادسية الكويتي.
لعب سابقاً في جمعية سلا والجيش الملكي ونادي قطر و نادي الكويت و نادي القادسية الكويتي.

## روابط خارجية
- المهدي بالرحمة على موقع قاعدة بيانات كرة القدم.إي يو (الإنجليزية)
- المهدي بالرحمة على موقع Soccerway.com (الإنجليزية)